# 血黑犬
《血黑犬》是台灣漫畫家鮭魚仔&小鯊龍的作品，由東立出版，於龍少年雙月刊連載，已完結。
於2011年度金漫獎「最佳少年漫畫類獎」中的入圍名單之一。

## 世界觀
本書故事背景設定在現代，在這個世界中存在著一些罕為人知、因含冤而死而成為殭屍的妖怪，怨恨使其擁有強大的力量來破壞世間，而阻止他們的正是自古以來一直存在的驅邪師。驅邪師常以武術、咒術與之對抗，並將殭屍分等為低、中、特高三級。並在人煙希罕之處開設訓練驅邪師的學校，世界各地皆有並富有當地特色。
另外，世界中亦有半獸人，與殭屍相同罕為人知，外貌與人相似但擁有獸耳與比人類更強的驅邪能力。但半獸人在一場與人類聯手對抗妖魔的戰役中，被誤會其倒戈於妖魔的人類殘殺到幾乎滅亡。

## 登場人物

### 八城道校
黑戌牙
黑髮赤眼，半獸黑犬，為本作主角。孤兒，被他的養母撿回家。由於過去不斷受到歧視，導致他只相信金錢。
自全額獎學金考試終止後，視谷乙殤為其目標(因為賞金最高)；並加入楚御梵的準道師學徒班進行訓練。
在和蝶杰打過練習賽後，才得知蝶杰和自己一樣來自於街頭，因而想起自己的過去及和麥火銀的相遇。
在麥火銀逝世3週年當夜前往其墓弔唁，遇見成為赤疤的麥火銀；在子音提有問題就說是朋友就別扭扭捏捏後，其目的漸漸已不再是只為錢。
在保護任務中失敗，以及白添告知其乃九子之一後產生困惑。最終在重回他養母撿到他的地方後，想起了過去一個重要的約定因而解惑。
之後在楚御梵個人特訓後得到更強的力量，隨後遭其及妹妹戌魅利用，九子的力量覺醒，對前來營救的白芙等人出手攻擊，與谷乙殤纏鬥。
身為龍生九子的第七子-睚眥。
白芙
金髮碧眼。白添孫女，為人正直、優等生、擅長武術。
見識到黑戌牙的半獸驅邪能力後，說服他進入八城道校；說服能力很差。
年幼時曾與黑戌牙相識。在蜜藍告知庫李斯旦將去暗殺黑戌牙時十分著急，因此也被蜜藍發現她的少女情懷。
在全額獎學金考試中與總是來找碴的桃子音展開戰鬥並勝利，之後在桃子音坦白後視其為競爭對手。
與黑戌牙一同加入楚御梵的準道師學徒班。在保護任務失敗後被告知是打開不朽八卦空間的關鍵，而受到白添隔離保護。
後與谷乙殤一行人前往營救戌牙時，被遭到楚御梵控制得戌牙視為敵人出手攻擊，危及之時被乙殤所救，後與赤疤夜鳳對戰。在父親白帝留下的回憶符咒的指導下成功發動元素拳法的終極招式「五行融合——淨化之焰」，順利擊敗夜鳳，但左手亦嚴重灼傷。之後利用最傳統的驅邪方法消滅已毫無戰力的葛裂塵。
殛屍兒稱她為“金髮胖妞”，不過白芙本人對此似乎沒有強烈反彈。
白添
留著長髮、鬍子，總是戴著墨鏡。八城道校校長。疼愛孫女白芙。平常個性輕浮、不正經，但遇到狀況時即呈現嚴肅的一面。
在全額獎學金考試失控時，及時趕到解除危機。並在其他校長面前力保住黑戌牙。
在保護任務失敗後與道師趕到，得知敵方知道進入無盡的一年之方法後，決定向黑戌牙、白芙坦白。
在麥火銀攻進巴城道校時遭到佛斯特王國學院的雪倫頓校長偷襲，雖成攻擊敗對方，但兩人的對戰轟垮了整座校長塔，自己亦深受重傷，需要維持年輕型態來承受傷勢。在吩咐花春芽治療雪倫頓後隨即離去。
黃丞橙
兩歲就入學的天才兒童，擅長草藥學，喜歡毛毛戰隊。
與黑戌牙、白芙組隊參加全額獎學金考試後就沒戲份，直至保護任務後與白添一同出現。
在番外篇內替谷乙傷治療而感到相當興奮。
桃子音
粉紅髮紫眼，有穿舌環；武器為電吉他。口頭禪是「Feel」
原本認為道士都是江湖術師，直到一次受到殭屍襲擊被白芙所救，迷戀上白芙，而進入八城道校。
但由於白芙已不記得她，所以僅能已找麻煩的方式接近白芙，而被視為愛找碴的人。在被施展「砰砰吐實旋律」後告白，被誤解並認定是「競爭對手」。
因白芙進入楚御梵的準道師學徒班而也進入。在保護任務失敗，白芙又消失而受到雙重打擊。
認識到自己的弱小而回到他誓言不回去的家，找他父親進行修練；因此使ALTER EGO覺醒，但就子韻所說他打死都不會使用。
在營救戌牙之時，與特高等級殭屍“無名”對戰，原以為輕易打敗對手，後才發現自己中毒，並深陷於一片血霧中。由於敵人的一句「沒有人會看見你怎麼死的」於是放心啟動自己的ALTER EGO——搖滾惡魔嬌安★路西法 Joann★Lucifer，髮型變成類似惡魔頭角的樣式，上半身是僅穿著胸罩和小背心、爆乳的暴露打扮，腳踩高跟鞋；臀部則長出一根連接著巨大吉他的惡魔尾巴，可以操控十個長髮赤裸、沒有手臂且被縫住嘴巴的音樂奴隸Audio Slaves進行攻擊。擊敗敵人之後和遇到白芙和殛屍兒，將所有維持ALTER EGO的能量都給了白芙後隨即變回桃子音（但衣服卻沒變回來），不但讓白芙嚇傻，也讓殛屍兒淡淡吐槽「馬剋應該會很羨慕」，而本人意識到發生什麼事後在心理崩潰大哭。
桃子韻
子音之姊，武器為鼓棒。
在全額獎學金考試中曾感嘆自己總是愛上壞男人。在子音與白芙戰鬥時阻止了黑戌牙介入；並在子音戰敗後使用「砰砰吐實旋律」讓他告白。
在子音回家修練時，使用鼓波咒之外空間幫助他修練。
似乎知道關於子音ALTER EGO的真面目，因而說出了“他打死都不會使用”這樣的話。
在番外篇內與丞橙等人組成搜查小組，最後因為丞橙的藥草而忘記當天發生的事。
曾百譜
散髮遮眼，總是戴著耳機在睡覺。
在全額獎學金考試時與子音、子韻組隊。在八城道校與殭屍陣營戰爭爆發時，幫助子音施展節奏結界法術。
楚御梵
半獸人，曾居住過九號社區。性格熱血，時常忘記穿褲子或穿著睡衣。
擁有將氣具現化的超強集中力。開授準道師學徒班教導黑戌牙等人，在保護任務任務後解散師徒班，開始對黑戌牙展開特訓，並承認自己是半獸人。
曾告訴戌牙想捍衛曾在無盡的一年之戰中幫助人類的母親的榮耀，但其實另有著不為人知的計畫，特訓結束後帶走戌牙，想讓其九子之力完全覺醒。
是龍生九子其中之一，亦為幕後黑手。其父就是當年背叛道士領導者的半獸人，導致了半獸人幾乎被道士們屠殺殆盡。本身一直想重振半獸人的榮耀，在小時後就已展現出殘酷的天性，屠殺許多「捨棄自尊的半獸人叛徒」，後來其母親犧牲自己性命，封印住他的大部分能力（在背上留下印記）。為了得到另一名九子後代的協助好解開封印，和先知聯手策劃陰謀，在其指引下逐步取得戌牙等人的信任。
在麥火銀襲擊八城道校時以詐死的方式令戌牙發狂而暴走，自己則趁亂開溜，利用戌牙的血和先知一同進入保護白芙的空間並抓走白芙，成功提煉出開啟「無盡的一年」之封印的鑰匙。之後在墨震等人面前露出真面目，擄走戌牙（將白芙拋還給他們），並與戌牙的妹妹黑戌魅聯手成功把戌牙加以蠱惑、控制。
在谷乙殤等人到來時派遣完全覺醒的戌牙前去攻擊，並在眾人抵達後啟動覺醒狀態，即龍生九子之貪嘴神獸——老五「饕餮」。
白薇
本名 薇妮絲•雪倫頓，是白芙的母親。教宗的女兒。目前與白帝沉睡於封印咒師的八卦空間中。
白帝
白添之子，白芙之父。目前與白薇沉睡於封印咒師的八卦空間中。
墨震
八城道校教師。武器為一隻比人還大的毛筆，平常用鐵鍊綁在身上。為人豪氣但粗魯，在全額獎學金考試時直接將門踢開解除封印。生氣時會揍學生來發洩。
花春芽
八城道校草藥學教師。在保護任務後負責善後，使用草藥讓外人誤以為發生氣爆。在八城道校與殭屍陣營戰爭爆發中表現亮眼，並擔任搜尋小隊的幕後指揮。
墨龍
八城道校武術教師。
夢小珊、夢小芭
與谷乙殤參加全額獎學金考試。知道乙殤是晝屍時傷心不已，但見到蝶杰後立即變心。

### 佛斯特王國學院
蜜藍•雪倫頓
黑髮藍眼，大小姐性格。與白芙為舊識。使用鋼鐵美登當武器。
交換留學生，為脫離充滿教條的佛斯特王國學院而轉學至八城道校。叫黑戌牙Nero，意為義大利文的黑色。
對於庫李斯旦的感情是源於他們初識時，庫李斯旦違背校規看了她。
進入楚御梵的準道師學徒班修練。在保護任務失敗後認為事情不單純。
八城道校與殭屍陣營戰事告急時，曾被強要回國，蜜藍因不肯而與前來護送的主教發生戰鬥。後與乙殤一行人前往營救戌牙，對上特高等級殭屍寒霓。
羅姆•雪倫頓
佛斯特王國學院院長，蜜藍的爺爺。欲破壞不朽八卦空間的封印將女兒──白薇給救出。出手攻擊白添反被白添所傷。
庫李斯旦•德拉庫洛
金髮藍眼，原戴著單片眼鏡，後換成一般眼鏡。使用佛斯特王國學院的制式武器──聖書紙片
交換留學生，蜜蘭的隨從。為能與蜜藍一同前往八城道校，而接下驅除黑戌牙的任務。在蜜藍與白芙介入後暫時中止這項任務。
進入楚御梵的準道師學徒班修練。在保護任務失敗後因無法保護蜜藍而自責。
在八城道校與殭屍陣營戰事告急時，選擇了保護不願回去的蜜藍，並開起了聖書紙片的新章節──反叛天使。
後與乙殤一行人前往營救戌牙。

### 九武佛校
蝶杰•瓦旭拉（幽武師）
髮黃眼赤，皮膚黝黑，眉毛特殊。雙臂有特殊刺青。
武藝超群，能徒手擊倒高級殭屍；曾與黑戌牙比武，在對方動怒後隨即棄權。赤貧。
進入楚御梵的準道師學徒班修練；在保護任務失敗中見識到自己的力量微不足道；在大戰前與幽武師保護八城道校不被主教們破壞。
與乙殤一行人前往營救戌牙，對戰特高等級殭屍吳狄。

### 殭屍陣營
谷乙殤
晝屍。前額髮黑其餘皆白、藍眼。使用晝屍骨頭所製成的刀。胸前有著右上至左下的赤紅長疤。
原是八城道校的優等初道生，被許多女孩仰慕著。
夙願為解放同胞；深信先知所說的消除世上的罪惡之人，即能解放被詛咒的靈魂，因此而成為晝屍，但似乎是最強晝師靈魂的一部份。
在殛屍兒衊化及先知道破真相後，即被衊化的殛屍兒吞噬。
後主動參予前往營救戌牙活動，與道士陣營暫時聯手，幫忙開啟前往赤疤城的入口。和力量覺醒的戌牙纏鬥。
在番外篇中被塑造為殛屍兒的男友，在殛屍兒醒來後發現被衊化的自己所重傷的他。
殛屍兒
赤疤。白髮紫眼，有著像科學怪人般的大型發條頭飾，身材纖細高挑。使用特殊的短刃武器。肚上有道左上至右
下的赤紅長疤。
過去曾是出名的模特兒，她的父親相當疼愛她。在車禍後，殛屍兒的父親將她的器官賣出，使她非常不諒解她的父親。
了解谷乙殤的理念，對他忠心耿耿，並在復仇時認為比起自由更待在谷乙殤身旁而感到困惑。
在先知解開其過去，使她心中充滿怨恨、不顧一切的去復仇，但在與道士的激戰中漸漸產生迷惘；最終完成了怨恨的循環而衊化。
之後與早前被吞噬的谷乙殤一同出現，參與營救戌牙的隊伍，後與赤疤葛裂塵對戰，阻止白芙出手，後要求白芙用驅邪術驅邪葛裂塵。稱白芙為「金髮胖妞」
石殲
赤疤。留著清朝的馬辮。從額頭至兩邊太陽穴有條赤紅傷疤。
為使谷乙殤與眾殭屍脫困，擋下白添所使用的三神降駕，而亡於死骸城。目前唯一自然進化的赤疤，因而對人性了解透徹。
麥火銀
赤疤，後進化為晝屍。原為棕髮褐眼，成為晝屍後僅兩鬢有些許黑髮。使用巨刃。臉上有以額頭為中心的Ｘ形狀赤紅傷疤。
生前與黑戌牙為不打不相識的摯友，在準備踏上夢想之路的那天(同戌牙生日)遭不明人士圍毆，最終死於對他額頭開火的手槍；因此產生對世間的強大怨念。
不認同谷乙殤的理念，認為盡情獵殺才是真正的自由。在先知策畫下，於谷乙殤消失後成為晝屍。認黑戌牙為其宿敵。
之後攻擊八城道校，在使戌牙失去理智後，為挽回他的理智而死在其手中。戌牙脖子上的項圈是他所送的生日禮物。
葛裂塵
赤疤。使用由棒棒糖變化而成的巨型切割機。赤紅傷疤與黑暗騎士中希斯·萊傑所飾的小丑相似。
於衊化篇戲份大增。火銀派系。
後對上乙殤一行人，與殛屍兒對戰，後戰敗被白芙驅邪，夙願是再見到生前的好友一面。
生前過著奴隸般的生活，飽受凌虐。
馬剋
赤疤。人妖。使用能夠伸長、穿刺的十指。赤紅傷疤在頸部。
喜歡男人，討厭女人；於衊化篇戲份大增。火銀派系。
先知
非殭屍，女性。全知者。
知道進入無盡的一年的方法，殭屍陣營的策動者。預言黑戌牙將成為傳奇。
吳狄
赤疤。出場至35回後首次開口。身材魁武，對蝶傑•瓦旭拉有興趣。
寒霓
最新成為赤疤的角色，背上有道赤紅長疤。殭屍帽於屁股上，作者也曾在部落格上惡搞此設定過。
想法非常單純天真，將頭髮化為鋼鐵美登的樣子與蜜藍對戰。

### 其它
小麥
麥火銀之弟，能夠看見鬼。在火銀忌日當天被黑戌牙所救，而後成為黑戌牙的助手。
月狼
半獸黑犬，曾於無盡的一年之戰中幫助白帝製造不朽八卦空間。
鬥犬
半獸黑犬，曾於無盡的一年之戰中幫助白帝製造不朽八卦空間。
吉米•凡★哈倫
桃子音、桃子韻之父，ALTER EGO狀態。80年代風迷全球的搖滾巨星，人稱「神之吉他」。16年前人間蒸發。
毛毛戰隊
特攝片角色：隊員為赤兔、藍熊、綠貓，三人皆為穿著緊身衣、渾身筋肉的猛男。
有發行可動玩偶。據黃丞橙所稱，赤兔可以發射拳頭、藍熊胸部裡藏了一隻泰迪熊、綠貓泡冰水會變粉紅色。
其短篇曾出現於龍少年2007年9月號4P彩頁，但未收入血黑犬漫畫中。

## 用語

### 學校
八城道校
八城道校和其他驅邪學校比起來成立時間最短，因此學校的建築、學生的制服、以及校徽都比較現代化和新穎。再學校命名上用了"八"這個數字，來自八卦以及學校裡等級有著八個不同標誌。
佛斯特王國學院
學校原名是“First Kingdom School”。其中文名是直接取英文“first”發音。“first”這個單字的意思是第一的，因此佛斯特王國學院的代表數字是“一”，此數字也象徵了基督教的一神信仰。
九武佛校
“九武佛校”是來自東南亞的驅邪學校，在命名上以泰拳為發想點。在泰拳裡，人的全身上下總共可以歸類出九種武器，２顆拳、２雙腳、２個手肘、２個膝蓋以及一個頭部。因此如何利用這些武器有效的攻擊敵方就是泰拳的精采之處。

### 專有名詞
ALTER EGO
“第二個心靈”，頂尖的咒術詠唱者在體內創造出的一個專為演奏而存在的心靈。
主教
佛斯特王國學院中一個上位的階級。
晝屍
一千年僅會出現一次的殭屍，其骨為使驅邪術無效化的根源。並且能使用驅邪術。前額髮黑其餘皆白似乎為其表徵。
赤疤
最高等級殭屍在殭屍界的稱呼。
衊化
完成怨恨的循環...讓詛咒者的怨恨無線膨脹並吞噬大部分靈魂，因而創造出一個強大且充滿怨恨的無意識魔物。而僅存的靈魂，陷入無限重複的死前回憶，承受無止近的折磨的現象。
九子
創世時最原始的九位半獸人的轉生，只有他們的血才能完全封印不朽八卦空間。
死骸城
位於八城道校旁山坡地上的廢城，現為八城道校拘禁殭屍用的地方；同時也是年度全額獎學金的考試地點。
幽武師
不用法術，以武術迅速且安靜地解決目標的暗殺小隊。
九號社區
監控半獸人一舉一動的集中營。
無盡的一年
不朽八卦空間
由白芙雙親犧牲自己自由所創造的空間，將妖魔封印再另一個凍結的時空裡。
赤疤城
位於不朽八卦空間之下，殭屍聚集地。戌牙被帶去的地方。
無盡的一年之戰
殭屍、妖魔、半獸人和驅邪師再數年前引發的一場大戰。

## 出版書籍
| 卷數 | 出版日期       | ISBN                   |
| ---- | -------------- | ---------------------- |
| 1    | 2007年11月26日 | ISBN 978-986-10-0906-3 |
| 2    | 2008年1月29日  | ISBN 978-986-101311-4  |
| 3    | 2008年7月1日   | ISBN 978-986-10-2041-9 |
| 4    | 2008年11月4日  | ISBN 978-986-10-2764-7 |
| 5    | 2009年7月10日  | ISBN 978-986-10-3880-3 |
| 6    | 2009年11月23日 | ISBN 978-986-10-4815-4 |
| 7    | 2010年6月1日   | ISBN 978-986-10-5825-2 |
| 8    | 2010年12月28日 | ISBN 978-986-10-6903-6 |
| 9    | 2011年7月14日  | ISBN 978-986-10-7956-1 |
| 10   | 2012年4月18日  | ISBN 978-986-10-9760-2 |
| 11   | 2013年2月6日   | ISBN 978-986-324-840-8 |
| 12   | 2013年11月1日  | ISBN 978-986-337-515-9 |
| 13   | 2014年4月5日   | ISBN 978-986-348-578-0 |

## 外部連結
- 鯊&鮭的奮鬥雜記
- 鯊&鮭的奮鬥雜記（無名分館） （页面存档备份，存于）
- 鯊&鮭 (babustudio)的Plurk專頁
- ComiComi（页面存档备份，存于）
- 龍少年 （页面存档备份，存于）